# Epanthidium araranguense
Epanthidium araranguense är en biart som beskrevs av Urban 2006. Epanthidium araranguense ingår i släktet Epanthidium och familjen buksamlarbin. Inga underarter finns listade i Catalogue of Life.